# Funny Lady
Funny Lady è un film musicale del 1975 diretto da Herbert Ross. È il seguito di Funny Girl.
Il film si ispira, in maniera molto romanzata, alla seconda parte della vita di Fanny Brice. Dopo il fallimento del matrimonio con Nick Arnstein, Fanny conosce il compositore e impresario Billy Rose, un uomo dal temperamento esuberante, che le propone dei brani musicali da interpretare. L'unione artistica ben presto si trasforma in amore. 
Funny Lady è la descrizione della loro tumultuosa storia e per la Streisand è l'occasione per interpretare nuovi motivi musicali.
Il produttore Ray Stark, genero della vera Fanny Brice, in occasione di Funny Girl aveva fatto firmare alla Streisand un contratto che prevedeva un secondo film, ma la cantante cercò di temporeggiare e la realizzazione di questa seconda pellicola fu intrapresa solo dopo una sua richiesta legale di risarcimento danni.
La Streisand non aveva tutti i torti: rispetto al primo episodio, questo risulta più noioso e discontinuo. Il produttore, vista una prima parte del girato, decise di sostituire il direttore della fotografia con il settantacinquenne James Wong Howe, mago delle ombre già dall'epoca del muto, che ristabilì le giuste atmosfere e riuscì con questo lavoro a terminare degnamente la sua carriera guadagnando la decima e ultima nomination all'Oscar.
Quanto al regista Herbert Ross, che aveva girato una quantità eccessiva di materiale, Stark dovette imporsi su di lui per riportare il film a una durata accettabile: nonostante la sua opposizione infatti, sul pavimento della sala di montaggio caddero intere scene girate dalla Streisand e mai montate, e buona parte della performance di Ben Vereen.
Il risultato, sia in termini commerciali che in termini artistici, fu mediocre: i critici accusarono la Streisand di imitare se stessa e James Caan di essere poco più che un elemento dello sfondo. Tra l'altro Caan fu una scelta di ripiego, in quanto l'attore scelto in un primo momento da Barbra Streisand come partner era Robert Blake. Blake, invitato da lei a casa per una semplice "lettura" del copione, si accorse che in realtà era stato invitato a sostenere un provino e, messo letteralmente sotto esame, preferì rifiutare la parte.

## Colonna sonora
Nel film vengono eseguiti i seguenti brani musicali:
- "Blind Date" (Fred Ebb, John Kander) cantata da Barbra Streisand
- "More Than You Know" (Vincent Youmans, Edward Eliscu, Billy Rose) cantata da Barbra Streisand
- "It's Only a Paper Moon" (Harold Arlen, E.Y. "Yip" Harburg, Billy Rose) cantata da Barbra Streisand e da James Caan
- "Beautiful Face, Have a Heart" (Fred Fisher, James V. Monaco, Billy Rose) eseguita dal coro
- "I Found a Million Dollar Baby" (Harry Warren, Billy Rose, Mort Dixon) cantata da Barbra Streisand
- "Fifty Million Frenchmen Can't Be Wrong" (Fred Fisher, Willie Raskin, Billy Rose) eseguita dal coro
- "If You Want the Rainbow (You Must Have the Rain)" (Mort Dixon, Oscar Levant, Billy Rose) eseguita dal coro
- "So Long, Honey Lamb" (Fred Ebb, John Kander) cantata da Barbra Streisand e Ben Vereen
- "Am I Blue?" (Harry Akst, Grant Clarke) cantata da Barbra Streisand
- "I Got a Code in my Doze" (Arthur Fields, Fred Hall, Billy Rose) cantata da Barbra Streisand
- "Clap Hands! Here Comes Charley" (Joseph Meyer, Ballard MacDonald, Billy Rose) cantata da Ben Vereen
- "Great Day" (Vincent Youmans, Edward Eliscu, Billy Rose) cantata da Barbra Streisand
- "How Lucky Can You Get?" (Fred Ebb, John Kander) cantata da Barbra Streisand
- "Isn't This Better?" (Fred Ebb, John Kander) cantata da Barbra Streisand
- "If I Love Again" (Ben Oakland, Jack Murray) cantata da Barbra Streisand
- "Let's Hear it From Me" (Fred Ebb, John Kander) cantata da Barbra Streisand
- "Me And My Shadow" (Al Jolson, Dave Dreyer, Billy Rose) cantata da James Caan